# مشروع المكتبة الإفريقية
مشروع المكتبة الإفريقية (ALP) هو منظمة غير ربحية تقوم بإنشاء مكتبات في المناطق الريفية في إفريقيا. ينظم المتطوعون الأمريكيون حملات الكتب ويشحنون الكتب إلى مكاتب إفريقيا. شركاء ALP مع المنظمات الحكومية وغير الحكومية في إفريقيا جنوب الصحراء الكبرى. يقوم الشركاء بمعالجة الطلبات المقدمة من المدارس والمجتمعات التي تريد مكتبات، وتوزيع الكتب، وتوفير التدريب. المدارس والمجتمعات التي تتلقى الكتب توفر مساحة المكتبة والموظفين. يعمل برنامج ALP في بوتسوانا وغانا وكينيا وليسوتو ومالاوي وسيراليون وأوغندا.